# Keyshawn Woods
Antonio Keyshawn Woods (ur. 28 stycznia 1996 w Gastonii) – amerykański koszykarz występujący na pozycji rzucającego obrońcy.
W 2014 został wybrany najlepszych zawodnikiem amerykańskich szkół średnich stanu Karolina Północna (North Carolina Gatorade Player of the Year). Doprowadził swoją szkolną drużynę Northside Christian Academy do dwóch z rzędu mistrzostw stanu Karoliny Północnej klasy 2A North Carolina Independent Schools Athletic Association. W 2015 zdobył tytuł zawodnika roku – Charlotte Observer All-Mecklenburg Player of the Year i Metrolina Athletic Conference Player of the Year. Został też zaliczony do I składu All-Metrolina Athletic Conference.
7 września 2020 został zawodnikiem Polskiego Cukru Toruń. 2 lipca 2021 dołączył do GTK Gliwice. 30 listopada 2021 opuścił klub.

## Osiągnięcia
Stan na 5 grudnia 2021, na podstawie, o ile nie zaznaczono inaczej.
NCAA
- Uczestnik:
  - II rundy turnieju NCAA (2019)
  - turnieju NCAA (2017, 2019)
- Zaliczony do I składu Academic All-ACC (2018)
- Lider konferencji USA w skuteczności rzutów za 3 punkty (2015 – 46,6%)

Indywidualne
(* – nagrody przyznane przez portal eurobasket.com)
- Zaliczony do II składu lig holenderskiej (2020)*[5]